# Горобець кордофанський
Горобець кордофанський (Passer cordofanicus) — вид горобцеподібних птахів родини горобцевих (Passeridae).

## Поширення
Вид поширений на південному заході Судану та сході Чаду.